# ルイス・マルティネス (投手)
ルイス・アーマンド・マルティネス（Luis Armando Martinez ,  1980年1月20日 - ）は、ドミニカ共和国出身の元プロ野球選手（投手）。

## 経歴

### MLB時代
1996年のドラフト外でミルウォーキー・ブルワーズに入団し、2003年にメジャーデビュー。4試合に登板して0勝3敗。
2004年2月にウェーバーでセントルイス・カージナルスに移籍、8月にラリー・ウォーカーのトレード相手としてクリス・ナーブソンと共にコロラド・ロッキーズに移籍しシーズン終了後にアリゾナ・ダイヤモンドバックスとマイナー契約。198センチの長身からのストレートを武器に、荒削りながら奪三振の多い投手として注目された。

### 中日時代
2004年12月13日に中日ドラゴンズが獲得を目指していることが報道され、翌年1月13日に中日と契約を結んだ。契約金なし、年俸30万ドルの1年契約で、背番号は49。
2005年は、5月29日の福岡ソフトバンクホークス戦（福岡 Yahoo! JAPANドーム）で一軍初先発。初回に松中信彦に逆転3ランを打たれたものの、8回0/3を3失点に抑えた。6月4日の北海道日本ハムファイターズ戦（ナゴヤドーム）では、6回1/3を無失点に抑える好投で来日初勝利を挙げた。当初は牽制やクイックモーションなどの細かいプレーに難があると指摘されたが、それらの問題点は解消されていった。
同年はリリーフ投手は豊富だが先発投手が不足するチーム事情の中、先発投手として活躍。安定感のある投球で先発ローテーションを守ってチーム2位タイの8勝を挙げ、同年に入団した中田賢一と共にチームを救った。
2006年は開幕からローテーションを守るものの、前年の安定感が影を潜めたどころか、不安定な部分が露呈された。同年オフには金銭面で球団側と折り合いがつかず、本人の米球界復帰希望もあって、12月25日に退団が決定して自由契約となった。

### 中日退団後
2007年4月、台湾・中華職業棒球大聯盟のLa Newベアーズに入団が決定。登録名は、馬帝茲。しかし、4試合のみの登板で未勝利に終わり、8月2日に退団。
2008年はメキシカンリーグで、2010年は独立リーグのユナイテッドリーグ・ベースボールでプレーした。

## 選手としての特徴
198cmの長身から投げ下ろすストレートを持ち味としていた。

## 人物
2004年2月に発砲事件を起こしたものの、後に正当防衛であったことが明らかになり、大事には至らなかった。
趣味はテレビゲーム。また、温泉や大相撲も好きで、高見盛のファンでもある。

## 詳細情報

### 年度別投手成績
| 年 度     | 球 団     | 登 板 | 先 発 | 完 投 | 完 封 | 無 四 球 | 勝 利 | 敗 戦 | セ 丨 ブ | ホ 丨 ル ド | 勝 率 | 打 者 | 投 球 回 | 被 安 打 | 被 本 塁 打 | 与 四 球 | 敬 遠 | 与 死 球 | 奪 三 振 | 暴 投 | ボ 丨 ク | 失 点 | 自 責 点 | 防 御 率 | W H I P |
| --------- | --------- | ----- | ----- | ----- | ----- | -------- | ----- | ----- | -------- | ----------- | ----- | ----- | -------- | -------- | ----------- | -------- | ----- | -------- | -------- | ----- | -------- | ----- | -------- | -------- | ------- |
| 2003      | MIL       | 4     | 4     | 0     | 0     | 0        | 0     | 3     | 0        | 0           | .000  | 86    | 16.1     | 25       | 3           | 15       | 2     | 0        | 10       | 3     | 1        | 18    | 18       | 9.92     | 2.45    |
| 2005      | 中日      | 18    | 18    | 0     | 0     | 0        | 8     | 4     | 0        | 0           | .667  | 455   | 109.1    | 109      | 12          | 28       | 0     | 4        | 88       | 4     | 2        | 45    | 41       | 3.38     | 1.25    |
| 2006      | 中日      | 23    | 22    | 0     | 0     | 0        | 6     | 9     | 0        | 0           | .400  | 496   | 112.1    | 126      | 9           | 41       | 1     | 3        | 75       | 9     | 1        | 58    | 53       | 4.25     | 1.49    |
| 2007      | La New    | 4     | 3     | 0     | 0     | 0        | 0     | 2     | 1        | 0           | .000  | 75    | 15.1     | 21       | 1           | 9        | 0     | 0        | 8        | 4     | 0        | 12    | 12       | 7.04     | 1.96    |
| MLB：1年  | MLB：1年  | 4     | 4     | 0     | 0     | 0        | 0     | 3     | 0        | 0           | .000  | 86    | 16.1     | 25       | 3           | 15       | 2     | 0        | 10       | 3     | 1        | 18    | 18       | 9.92     | 2.45    |
| NPB：2年  | NPB：2年  | 41    | 40    | 0     | 0     | 0        | 14    | 13    | 0        | 0           | .519  | 951   | 221.2    | 235      | 21          | 69       | 1     | 7        | 163      | 13    | 3        | 103   | 94       | 3.82     | 1.37    |
| CPBL：1年 | CPBL：1年 | 4     | 3     | 0     | 0     | 0        | 0     | 2     | 1        | 0           | .000  | 75    | 15.1     | 21       | 1           | 9        | 0     | 0        | 8        | 4     | 0        | 12    | 12       | 7.04     | 1.96    |

### 年度別守備成績
| 年 度 | 球 団 | 投手（P） | 投手（P） | 投手（P） | 投手（P） | 投手（P） | 投手（P） |
| 年 度 | 球 団 | 試 合     | 刺 殺     | 補 殺     | 失 策     | 併 殺     | 守 備 率  |
| ----- | ----- | --------- | --------- | --------- | --------- | --------- | --------- |
| 2003  | MIL   | 4         | 0         | 3         | 0         | 0         | 1.000     |
| MLB   | MLB   | 4         | 0         | 3         | 0         | 0         | 1.000     |

### 記録
NPB投手記録
- 初登板・初先発：2005年5月29日、対福岡ソフトバンクホークス6回戦（福岡Yahoo!JAPANドーム）、8回0/3を3失点[3][4]
- 初奪三振：同上、1回裏にフリオ・ズレータから空振り三振
- 初勝利・初先発勝利：2005年6月4日、対北海道日本ハムファイターズ5回戦（ナゴヤドーム）、6回1/3を無失点[5][6]

NPB打撃記録
- 初安打・初打点：2005年6月24日、対広島東洋カープ6回戦（広島市民球場）、4回表に小山田保裕から左前適時打[10][11]

### 背番号
- 49 （2005年 - 2007年）